# Kenji Hamada
Kenji Hamada (浜田 賢二 Hamada Kenji?,  Fukuoka, Prefectura de Fukuoka, Japón, 12 de abril de 1972) es un actor de voz japonés. También se le conoce como Ken Akiresu. Ha participado en series como Kuroko no Basket, Paradise Kiss, Bakuman y Mobile Suit Gundam 00, entre otras. Está afiliado a Mausu Promotion.

## Filmografía

### Anime
- 07 Ghost como Hyuuga
- 91 Days como Tigre
- Agatha Christie no Meitantei Poirot to Marple como el Inspector Craddock (ep 23)
- Aoi Hana como Masanori Kagami
- Aquarian Age - Sign for Evolution como el mánager de Akane (ep 7)
- Bakuman como Tarō Kawaguchi
- Bakuman 2 como Tarō Kawaguchi
- Basquash! como James Ron
- Battle Spirits: Brave como el General Duc
- Battle Spirits Burning Soul como Koretoyo Hinokuni (ep 31)
- Blade & Soul como el novio de Karen (eps 9, 11)
- Bleach como Hyōrinmaru
- Busō Renkin como Shinobu Negoro
- Canaan como Minoru Minorikawa
- Cardfight!! Vanguard: Asia Circuit Hen como Brutal Jack
- Chaos;Head como Issei Hatano
- Chihayafuru como Kenji Ayase
- Claymore como Dauf
- Comet Lucifer como Gus Stewart
- Cross Game como Tadashi Shimano (eps 24, 26-28)
- Dance in the Vampire Bund como Lord Rosenmann
- Devil Lady como Arito
- Dual! Parallel Lun-Lun Monogatari como Masaki Yotsuga y el Oficial Shibata
- Duel Masters como el padre de Kirifuda
- ef: a tale of melodies como Shūichi Kuze
- ef: a tale of memories como Shūichi Kuze
- Eyeshield 21 como Atsushi Munakata y Takami Ichiro (ep 6)
- Francesca como Inazō Nitobe
- Fullmetal Alchemist: Brotherhood como Vato Falman y Barry el Descuartizador
- Futari wa Milky Holmes como el Padre de Kasumi
- Galilei Donna como Hans (ep 3)
- Gallery Fake como Parker (ep 37) y Winston (ep 6)
- Gangsta. como Hausen (eps 5, 10-11)
- GeGeGe no Kitarō (2007) como Higomo (ep 74), Tanaka (ep 91) y Tsuki (ep 49)
- Gekkan Shōjo Nozaki-kun como John (ep 10)
- Geneshaft como Mario Musicanova
- Genshiken 2 como Yuuichirou Hato (ep 10)
- Ghost Hunt como Hōshō Takigawa
- Gifū Dōdō!! Kanetsugu to Keiji como Shima Sakon (eps 13, 22-25)
- Gin-iro no Olynssis como Mason (eps 1-2)
- Gintama como Kitaouji Itsuki
- Girl Friend Beta como Serge Jean Lemaire (ep 11)
- Green Green como Taizou Tenjin
- Guin Saga como Taeron
- Gungrave como Harry MacDowel (adolescente)
- Guyver como Noskov (eps 5-6)
- Hakata Tonkotsu Ramens como Shigematsu
- Hanasaku Iroha como Enishi Shijima
- Happiness Charge PreCure! como Madame Momeru (ep 28)
- Harukanaru Toki no Naka de 3: Owari Naki Unmei como Taira no Tomomori y Shirogane
- Hayate no Gotoku! como el Padre de Hayate
- Heat Guy J como Blood
- Highschool of the Dead como Matuso (eps 10, 12)
- Hikari to Mizu no Daphne como Trevor
- Himitsu ~The Revelation~ como Takashi Soga
- Honey and Clover como Takumi Nomiya
- Hunter × Hunter (2011) como Bara y Dopple/Kess
- Initial D Fifth Stage como Kobayakawa
- Jigoku Shōjo Mitsuganae como Ashiya Risaburo (joven, ep 17)
- Jormungand Perfect Order como Echo (ep 2)
- Kami-sama no Inai Nichiyōbi como Lex (eps 4, 6)
- Kami-sama no Memo-chō como Masaya Kusakabe
- Kiba como Miguel
- Kindaichi Shōnen no Jikenbo R como Ryuuta Takigawa (eps 1-4)
- Kingdom como Feng Ji (o Fū Ki, eps 27-28)
- Kishin Taisen Gigantic Formula como Yashichi Yanagisawa
- Kurokami como Hiyou
- Kuroko no Basket como Teppei Kiyoshi
- Kuroshitsuji: Book of Circus como Diederich (ep 8)
- Lamune como el padre de Tae (ep 4)
- Le Chevalier D'Eon como Bernice
- Little Busters! como Shō Saigusa (eps 17-18)
- Madan no Ō to Vanadis como Steed
- Magic Kaito 1412 como Jack Connery (ep 20)
- Mahō no Stage Fancy Lala como Nishiyama (ep 20)
- Mahōka Kōkō no Rettōsei como Tatsumi Koutarou
- Majin Bone como Katsuya Shimatani (ep 23)
- Manyū Hiken-chō como Muneyuki Manyū
- Megaman Star Force como Michinori Ikuta
- Mobile Suit Gundam 00 como el Comandante Kim y Patrick Colasour
- Mobile Suit Gundam AGE como Andy Draims
- Mushi-Uta como Kabuto
- Mushishi como Taku (mayor, ep 26)
- Muv-Luv Alternative: Total Eclipse como Valerio Giacosa
- Namiuchigiwa no Muromi-san como Kawabata-kun
- Nana como Mizukoshi
- Naruto como Shibi Aburame (ep 79) y Fugaku Uchiha
- Naruto Shippūden como Shibi Aburame y Fugaku Uchiha
- Nijū-Mensō no Musume como Akechi (ep 3)
- Nobunaga Concerto como Saito Yoshitatsu
- Norn9: Norn + Nonette como Shiro Yuiga
- Oda Nobuna no Yabō como Sugitani Zenjuubou (eps 8-9, 11)
- Ōkiku Furikabutte ~ Natsu no Taikai-hen como Roka Nakazawa
- One Piece como Atmos (desde ep 485-), Inazuma y Killer
- Onee-chan ga Kita como Masaya Mizuhara
- Onihei Hankachō como Yousuke Sakai
- Paradise Kiss como George Koizumi
- Ping Pong como Sanada (eps 5-11)
- Planet Survival como el Padre de Luna
- Platinum End como el Padre de Mirai Kakehashi
- Pokémon: XY como Barry (ep 8)
- Pokémon: Negro y Blanco como Fujio (eps 75-76)
- Potemayo como Kōdai Moriyama
- Psychic Detective Yakumo como Shunsuke Takeda (eps 8-9)
- Pumpkin Scissors como Ian (ep 7)
- Real Drive como Yuujin
- Rinne no Lagrange como Hiroshi Nakaizumi
- Ro-Kyu-Bu! SS como Banri Kashii
- Sakamichi no Apollon como el Padre de Yurika (eps 8-9)
- Sasami: Mahō Shōjo Club como Ginji Iwakura
- Seikon no Qwaser como Wan Chen
- Shakugan no Shana III Final como Ernest Frieder
- Shigurui como Iemon Shigaraki
- Shirobako como Masashi Yamada
- Shirogane no Ishi Argevollen como Lorenz Giuliano
- Skip Beat! como Takenori Sawara
- Slap Up Party: Arad Senki como Aganzo
- Stitch!: Itazura Alien no Daibōken como Clyde
- Sugar Bunnies como Aomimi Usa y Bernard Cherbourg
- Sword Gai: The Animation como Tatsumi
- Tari Tari como Keisuke Sakai
- Tatakau Shisho como Zatoh Rondohoon
- Tears to Tiara como Gaius
- Tenjō Tenge como Ryūzaki Tsutomu
- Tenpō Ibun Ayakashi Ayashi como Masahiro Abe
- Tetsuwan Birdy: Decode como Kashu Geeze
- The Big O como el secuaz de Backe (ep 2)
- ToHeart 2 como Toshoiinchou (ep 3)
- Tokyo Tribe 2 como Ago y el Padre de Kai (ep 1)
- Toriko como Zaus
- Un-Go como Yasuo Saburi
- Uragiri wa Boku no Namae o Shitteiru como Fuyutoki Kureha
- Ushinawareta Mirai o Motomete como el padre de Nagisa (ep 6)
- Uta Kata como Masahito Tachibana
- World Trigger como Haruaki Azuma
- Yoku Wakaru Gendai Mahō como Gary Huang
- Yozakura Quartet ~Hana no Uta~ como Shidare Morioka (eps 2, 8, 11-12)
- Yu-Gi-Oh! ZEXAL II como Eliphas
- Yume Tsukai como Mizuki Fuyumura (ep 7)
- Zettai Shonen como Akiyuki Kishiro
- The God of High School como Judge Q
- Tensei Ōjo to Tensai Reijō no Mahō Kakumei como Orphans II Palletia

### OVAs
- Deadman Wonderland OAD como Ikazuchi Akatsuki
- Green Green Thirteen: Erolutions como Taizou Tenjin
- Heartwork: Love Guns como Kengo Kumagai
- Kubikiri Cycle: Aoiro Savant to Zaregototsukai como Sakaki
- Kunoichi Bakumatsu Kitan como Hijikata Toshizo (como Ken Akiresu)
- Maria-sama ga Miteru 3 como Yūichirō Fukuzawa (ep 4)
- Rinne no Lagrange como Hiroshi Nakaizumi
- Tenjō Tenge como Tengu
- Tenpō Ibun Ayakashi Ayashi: Ayashi Shinkyoku como Abe Masahiro
- Zaregoto 2 como Sakaki

### Especiales
- Harukanaru Toki no Naka de 3: Kurenai no Tsuki como Taira no Tomomori
- One Piece: 3D2Y: Superar la muerte de Ace! El voto de Luffy a sus amigos como Inazuma

### ONAs
- Super Short Comics como P.E. Teacher
- Xam'd: Lost Memories como Ahm

### Películas
- Aki no Kanade como Michio Yoshioka
- Fuse Teppō Musume no Torimonochō como Daikaku
- Hanasaku Iroha como Enishi Shijima
- Hoshi o Ou Kodomo como el Comandante de Arned Priest
- Kuroko no Basket: Last Game como Teppei Kiyoshi
- Mobile Suit Gundam 00 como el Teniente General Kim y Patrick Colasour
- Naruto la película 3: ¡La gran excitación! Pánico animal en la isla de la Luna como Korega
- Naruto Shippūden 4: La torre perdida como Shibi Aburame
- Uchū Senkan Yamato 2199: Hoshi-Meguru Hakobune como Quiché Tolgien

### VOMIC
- Kekkai Sensen como Stephen A. Starphase
- Steel Ball Run como Gyro Zeppeli

### Tokusatsu
- Engine Sentai Go-onger como Gunpherd
- Hikōnin Sentai Akibaranger como Shibuya Kōzorinahigenagaaburamushi (ep 2) y Shibuya Seitaka Awadachi Aburamushi (ep 1)

### Videojuegos
- Atelier Totori: The Adventurer of Arland como Guido
- Baten Kaitos: Eternal Wings and the Lost Ocean como Azdar
- Black★Rock Shooter: The Game como Rothcol Shepard
- Bloody Roar 4 como Shenlong
- Blue Roses: The Fairy and the Blue Eyed Warriors como Jack
- Borderlands 2 como Krieg
- Chaos;Head Noah como Issei Hatano
- Dynasty Warriors 3 como Susano'o
- ef: a fairy tale of the two como Shuichi Kuze
- Final Fantasy XIV como Estinien
- Fire Emblem: Awakening como Gregor y Yen'fay
- Fire Emblem Fates como Asama y Nacht
- Fire Emblem Three Houses como Hanneman
- Fullmetal Alchemist: Prince of the Dawn como Vato Falman
- Harukanaru Toki no Naka de 3 como Taira no Tomomori
- Harukanaru Toki no Naka de 3: Izayoiki como Shirogane
- Initial D Arcade Stage 5 como Kobayakawa
- Mugen Souls Z como Bertram
- Muv-Luv Alternative: Total Eclipse como Valerio Giacosa
- Norn9: Last Era como Shirou Yuiga
- Norn9: Var Commons como Shirou Yuiga
- Project Sylpheed como Margras Mason
- Ryu ga Gotoku 5 como Yahata
- Ryu ga Gotoku Ishin! como Tani Sanjuro
- Shenmue como Ichiro Sakurada
- ijiwaru my master como ryuka

- Skip Beat! como Takenori Sawara
- Star Ocean: First Departure como Ronyx J. Kenny
- Star Ocean: Second Evolution como Ronyx J. Kenny
- Star Ocean: The Last Hope como Crowe F. Almedio
- Suikoden IV como Tal
- Summon Night 5 como Atosh
- Summon Night X: Tears Crown como Wied
- Super Street Fighter IV como Dee Jay
- Tales of Rebirth como Ginnar
- Tales of Symphonia: Dawn of the New World como Richter Abend
- Tears to Tiara: Wreath of the Earth como Gaius
- Tears to Tiara Anecdotes: The Secret of Avalon como Gaius
- Tenchu: Wrath of Heaven como Azuma Tatsumaru
- Tenchu 2: Birth of the Stealth Assassins como Azuma Tatsumaru
- Token Ranbu como Otegine
- Tokyo Twilight Ghost Hunters como Kojirou Yamakawa y Ume Kayama
- Trauma Center: New Blood como Leonardo Bello
- Ultra Street Fighter IV como Dee Jay

### Doblaje
- Daredevil como James Wesley

## Música
- Como parte de Mad Hatter, participó del sencillo de la franquicia Yume Oukoku to Nemureru 100-nin no Ouji-sama: Yume Oukoku to Nemureru 100-nin no Ouji-sama On100 Series ~Vol.2 Fushigi no Kuni 1~ "Hajimari wa Eien".[3]
- Participó del sencillo Zoku Touken Ranbu: Hanamaru OP7/ED7 "Hanamaru Shirushi no Hi no Moto de ver.7" / "Suzu Nari Toki nite", para la serie Zoku Touken Ranbu: Hanamaru.[4]